# Заббаров, Каюм Закирович
Каюм Закирович Заббаров (7 марта 1920, Лаишевский уезд, Казанская губерния — 14 января 1996, Державино, Татарстан) — командир расчета 76-мм пушки 629-го стрелкового полка сержант — на момент представления к награждению орденом Славы 1-й степени.

## Биография
Родился 7 марта 1920 года в деревне Татарский Агайбаш, Лаишевского района Республики Татарстан. Татарин по национальности. Окончил 4 класса. Трудился на Казанском авиационном заводе.
В 1942 году был призван в Красную Армию. В боях Великой Отечественной войны с апреля 1942 года. К лету 1943 года сержант Заббаров воевал заряжающим в артиллерийском расчете 76-мм орудия 629-го стрелкового полка 134-й стрелковой дивизии. В августе отличился в бою при прорыве обороны противника у деревни Починок в Смоленской области. Был награждён медалью «За отвагу», вскоре стал командиром расчета.
30 апреля 1944 года у населенного пункта Серкизов сержант Заббаров, командуя бойцами, при отражении контратаки противника умело организовал ведение огня прямой наводкой, расстреливая врага в упор. В результате противник был отброшен на исходные рубежи, оставив на поле боя убитыми и ранеными до 60 солдат.
Приказом командира 134-й стрелковой дивизии от 6 мая 1944 года сержант Заббаров Каюм Закирович награждён орденом Славы 3-й степени.
14 января 1945 года при прорыве обороны противника на левом берегу реки Висла близ населенного пункта Коханув сержант Заббаров вместе с расчетом прямой наводкой поразил 4 пулеметные точки и свыше 10 солдат. 16 января в боях за город Радом метким огнём уничтожил 5 огневых точек и до взвода вражеской пехоты.
Приказом от 6 марта 1945 года сержант Заббаров Каюм Закирович награждён орденом Славы 2-й степени.
24 апреля 1945 года в боях за населенный пункт Альт-Мадлитц сержант Заббаров подавил с расчетом 3 пулеметные точки и 2 орудия.
Указом Президиума Верховного Совета СССР от 15 мая 1946 года за образцовое выполнение заданий командования в боях с захватчиками сержант Заббаров Каюм Закирович награждён орденом Славы 1-й степени. Стал полным кавалером ордена Славы.
В 1946 году старшина Заббаров был демобилизован. Вернулся на родину.
Жил в городе Казань. Служил стрелком железнодорожной охраны, затем поступил работать на Казанский механический завод компрессорщиком. Скончался 14 января 1996 года. Похоронен на кладбище села Державино Лаишевского района.

## Награды
Награждён орденом Отечественной войны 1-й степени, медалями, в том числе «За отвагу».

## Память
В селе Державино имя Заббарова носит центральная улица села. К 65-летию Победы на улице Заббарова у дома 39а, была открыта мемориальная доска.